# Восстание в Грузии (1924)
Антисоветское восстание в Грузии в 1924 году (Августовское восстание) (груз. აგვისტოს აჯანყება) — неудавшееся вооружённое восстание против советской власти в Социалистической Советской Республике Грузия. Произошло в конце августа и начале сентября 1924 года.
Восстание возглавляли Комитет по вопросам независимости Грузии (КНГ) и другие антибольшевистские организации, поддерживаемые грузинской социал-демократической партией (меньшевиков). Оно было направлено на свержение советской власти, установленной во время Тифлисской операции в 1921 году, и обретение независимости.
Восстание было подавлено Красной Армией и ВЧК, после чего в Грузии начались массовые репрессии, от которых пострадало несколько тысяч человек, и окончательно установилась власть большевиков.

## Предыстория

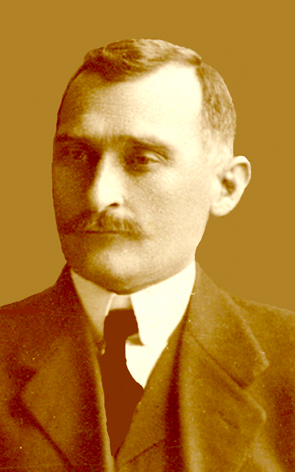
Константин Андроникашвили — лидер Комитета независимости Грузии

## Подготовка
В 1922—1923 годах грузинская оппозиция была сильно ослаблена, поэтому ради борьбы с большевиками до этого враждебные партии (в том числе меньшевики и национал-демократы) объединились, создав Комитет по вопросам независимости Грузии (КНГ). Тайно вернулись в страну эмигранты-меньшевики: бывший министр сельского хозяйства Н. Хомерики и бывший командир Национальной гвардии В. Джугели. КНГ начал подготовку к всеобщему восстанию.
ЧК же во главе с Л. П. Берией продолжала подавление оппозиции: в октябре 1922 года 60 меньшевиков были арестованы и высланы в Германию, в феврале 1923 года были арестованы 15 членов Военного центра КНГ, в том числе К. Абхази, который руководил Центром; 20 мая он был расстрелян. В марте того же года была уничтожена тайная меньшевистская типография и арестовано несколько её работников.
В этих условиях многие оппозиционеры сомневались, что восстание окажется удачным. Арестованный Джугели попросил чекистов разрешить сообщить своим напарникам, что их планы были раскрыты, но чекисты отказали. В конце концов послание Джугели дошло до других меньшевиков, но те посчитали, что это провокация большевиков. Существует мнение, что большевики давно знали о планах организовать мятеж и даже поддерживали их, чтобы получить предлог для окончательного уничтожения оппозиции.
18 августа КНГ на нелегальном собрании постановил начать восстание в 2 часа ночи 29 августа, однако оно началось на день раньше, что позволило советскому правительству мобилизовать все силы в регионе.

## Ход конфликта
28 августа в Чиатурах было сформировано «Временное грузинское правительство» во главе с князем Георгием Церетели, полковник К. Чолокашвили и его отряд из 60 человек напали на село Приют. В Сенакском уезде восставшие заняли города Сенаки и Абаша, восстание началось в Саберинском, Шорапанском, Зугдидском, Душетском, Гурийском, Сигнахском, Телавском, Горийском, Ахалцихском уездах. Таким образом, восставшие захватили бо́льшую часть западной Грузии и некоторые районы на востоке. 29 августа Чолокашвили атаковал красноармейские части в Манглиси, но потерпел поражение, так как возле Тифлиса, находившегося рядом, были сосредоточены другие войска РККА. Чолокашвили пришлось отступать на восток в провинцию Кахети.

В течение следующих двух дней ВЧК и РККА блокировали грузинское побережье Чёрного моря при помощи Кавказской Краснознамённой армии С. А. Пугачёва, не допустившей эвакуации повстанцев на кораблях. Восстания в Чиатурах, Сенаки, Абаши и во всём Сенакском уезде были подавлены. 

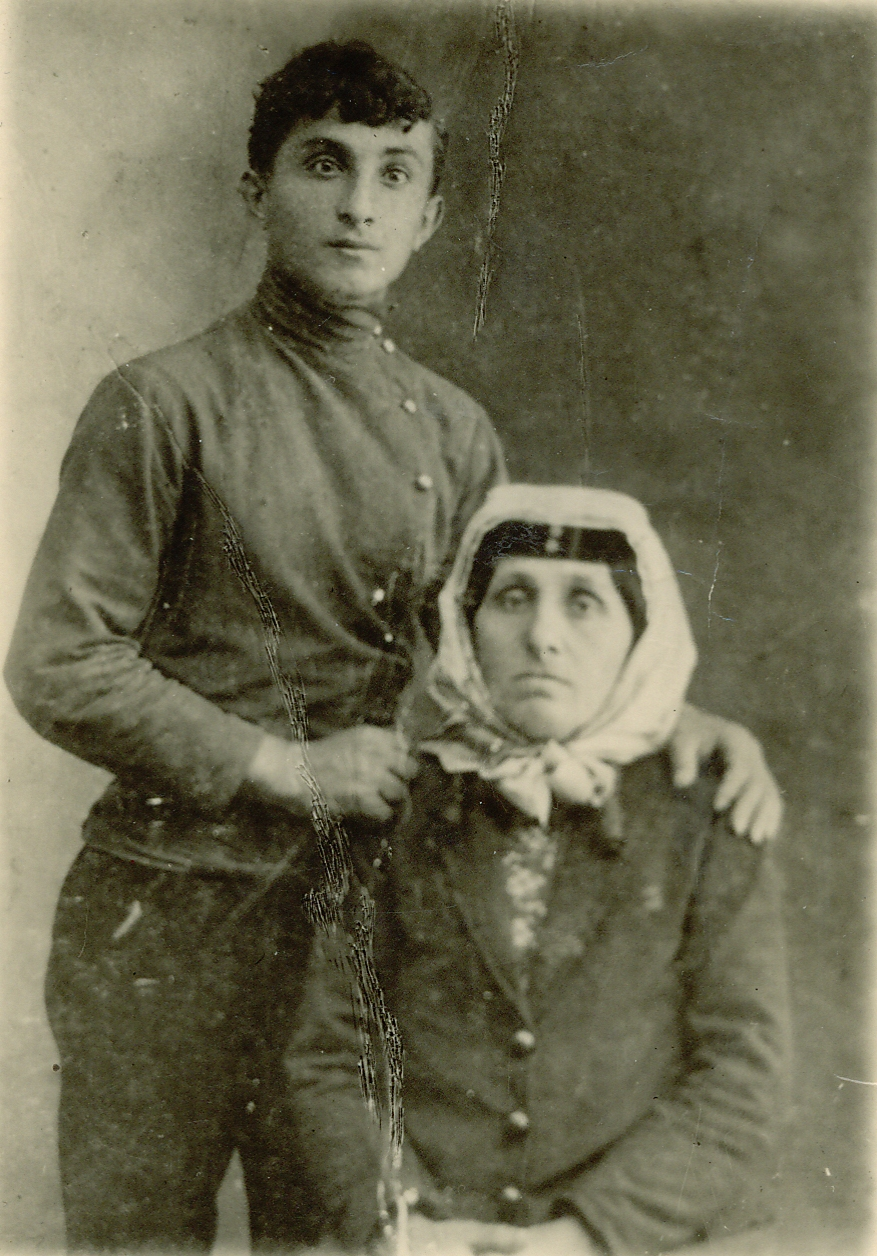
Лука Купрашвили со своей матерью Мариам Кипиани. 1912

Из архивных материалов явствует, что Лука Купрашвили был назначен лидером восстания в районах Хресили и Ткибули еще до антисоветского восстания 1924 года.   29 августа произошел неравный бой между отрядом Луки Купрашвили и численно превосходящим карательным отрядом, посланным советским правительством. Лука Купрашвили был тяжело ранен в бою и скончался.. . 
РККА использовала артиллерию и авиацию, особенно в провинции Гурия, в которой повстанцы были наиболее активны. В Тифлисе, Батуми, Абхазии и восточных районах страны обстановка была под контролем советских властей, центр восстания начал смещаться к востоку.
31 августа 1924 года ЧК Грузии постановила расстрелять 44-х участников восстания, но на этом оно не закончилось.
3 сентября повстанцы во главе с Чолокашвили последний раз попытались изменить ход событий: они захватили город Душет, произошла перестрелка с РККА у Шио-Мгвимского монастыря. 4 сентября отряд курсантов Тифлисской окружной школы ГПУ выдавил из Душета повстанцев. В Мцхете ЧК Грузии арестовала руководство Комитета независимости Грузии: К. Андроникашвили, членов ЦК Национал-демократической партии Грузии Я. Джавахишвили, М. Ишхнели, члена ЦК Социал-демократической партии Грузии (меньшевиков) Ж. Джинория и М. Бочоришвили.

## Репрессии советского правительства
5 сентября арестованные члены Комитета под давлением Берии, который пообещал остановить расстрелы участников восстания, призвали повстанцев прекратить борьбу с большевиками. Точное число жертв репрессий остаётся неизвестным, в ходе боевых действий погибло около 3000 человек.

## Реакция и последствия

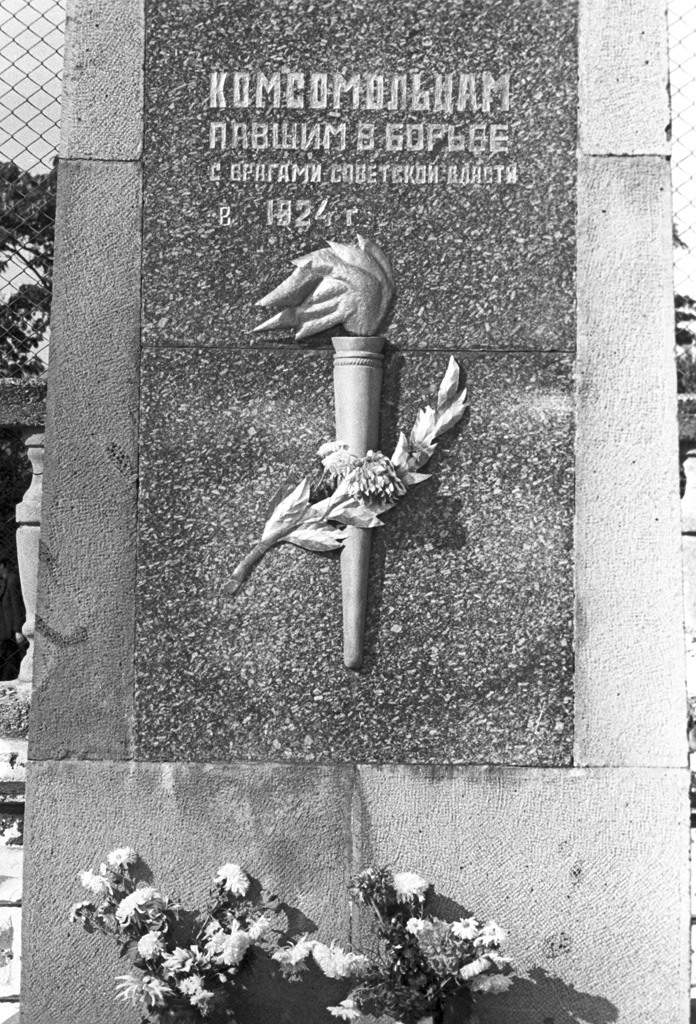
«Памятник комсомольцам, павшим в борьбе с врагами советской власти» в Абхазии. Фото 1969 года

Среди социалистов методы подавления Августовского восстания оценивались различно. Так лидеры Второго Интернационала осудили действия советских властей и направили соответствующую резолюцию в Лигу Наций, но не добились существенных результатов. Немецкая же социалистка К. Цеткин после посещения Тифлиса оправдывала большевиков и утверждала, что количество репрессированных составляло 320 человек.
Августовское восстание 1924 года было последней попыткой восстановить независимость Грузии, оппозиция в том году была разгромлена, лишь нескольким деятелям удалось бежать за границу. Берия и Сталин продолжили использовать предлог «меньшевистской угрозы» для проведения репрессий. Под полный контроль большевиков попал Тифлисский университет, который посчитали рассадником грузинского национализма. Он был очищен от «враждебных элементов», несмотря на то, что сочувствовавшие восстанию учёные университета уже отказались от своих убеждений.
Советское правительство организовало комиссию во главе с Г. К. Орджоникидзе по расследованию причин восстания. В октябре 1924 года этой комиссией вся вина за восстание и методы его подавления была переложена на руководство ЧК Грузии, и оно было расстреляно. Сталин же считал, что восстание было вызвано недовольством крестьян, разрывом между ними и партией. 7 октября 1924 года Совнарком Грузии объявил амнистию всем участникам восстания. В советской прессе Августовское восстание если и упоминалось, то только как кровавая резня, учинённая меньшевиками, которые склонили к себе малообразованные слои населения.
В 2006 году в Тбилиси открылся Музей советской оккупации, где были представлены засекреченные ранее документы о восстании, опубликованы списки жертв тех репрессий.